# 雷家琪
雷家琪，澳大利亞外交官，諳中文及韓語，2014年至2018年間曾以澳洲辦事處代表身分派駐台灣，2020年起則成為第一位女性澳洲駐韓國大使。
雷家琪擁有雪梨大學法學士、蒙納許大學外交及貿易研究生文憑，與澳洲國立大學法律實務研究生文憑。進入外交部工作後，歷任駐荷蘭大使館三等秘書（1995年—1998年）、常駐日內瓦世界貿易組織代表處參贊（2003年—2006年），後返回坎培拉外交部本部擔任自由貿易協定承諾暨執行科長（2006年—2008年）及貿易承諾處助理秘書（2008年—2010年）。此後，她重新展開駐外任期，擔任澳洲駐美國大使館貿易公使銜參贊（2010年—2012年）。雷家琪自2014年起擔任駐台澳洲辦事處代表，於2018年離台後，陸續擔任外交部歐洲及拉丁美洲司司長（第一助理秘書）、協調組長。2020年12月，經澳洲外交部長馬里斯·佩恩宣布為駐韓大使人選，接替韓裔澳洲人出身的前駐韓大使崔雄（James Choi）。